# Brachystelma pruinosum
Brachystelma pruinosum är en oleanderväxtart som beskrevs av Peter Vincent Bruyns. Brachystelma pruinosum ingår i släktet Brachystelma och familjen oleanderväxter. Inga underarter finns listade i Catalogue of Life.